# 徳島外環状道路
徳島外環状道路（とくしまそとかんじょうどうろ）は、県道の「徳島環状線」と国道の「R192号徳島南環状道路」から形成されている、徳島市、北島町、藍住町を通過する全長約35kmの都市型環状道路。

## 路線

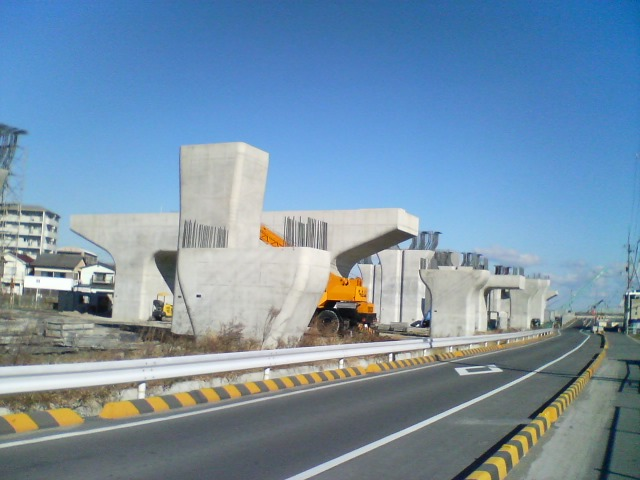
工事が進む徳島外環状道路（東環状道路）、2006年12月撮影

東西南北の4区間に分割されている。徳島南環状道路は国道192号バイパス、その他は徳島県道29号徳島環状線となっている。徳島北環状道路と徳島東環状道路の阿波しらさぎ大橋以北の区間は平面道路で、それ以外の区間は立体交差を持つ道路として計画されている。1984年に事業化されたものの、30年以上が経過しても全線開通のめどは立っていない。全線開通が遅れている原因として、西環状道路の整備構想が一時白紙化されたことや、南環状道路の用地買収が難航したことがあげられる。国、県とも工事費、調査費などに年数億円〜二十数億円を支出しているものの、ここ数年間はほぼ進展がない。

### 徳島北環状道路
徳島市川内町と板野郡藍住町を結ぶ。沿線にはフジグラン北島・ゆめタウン徳島などの郊外ショッピングセンターやロードサイド店舗が数多く進出し、吉野川北岸の商業拠点となっている。

### 徳島東環状道路
徳島市東部を南北に結ぶ。吉野川には橋長1,291 mの阿波しらさぎ大橋を架橋する。
国道11号吉野川バイパスの徳島市川内町から東進し南下、吉野川の新橋梁「阿波しらさぎ大橋」、末広道路、徳島市新浜本町からは西進、国道55号徳島南バイパス徳島市八万町大野に至る。起点で徳島北環状道路に、終点で徳島南環状道路に接続する。東環状線とも言われる。2012年4月25日に一部区間で徳島県道120号徳島小松島線を利用して全線が暫定的に接続した。2021年3月20日に全線開通し、新浜八万工区の平面区間が4車線化された。

#### 歴史
- 1976年（昭和51年）8月1日 - 末広有料道路開通。
- 1997年（平成9年）4月1日 - 末広有料道路無料開放。
- 2012年（平成24年）4月25日 - 川内町平石（徳島総合流通センター） - 住吉（市道常三島沖洲線）間（約3.7km）開通。阿波しらさぎ大橋開通[4]。
- 2019年（平成31年）3月14日 - 末広住吉工区（安宅（安宅交差点） - 住吉（阿波しらさぎ大橋）間、北行き約940m）の一部が開通[5]
- 2021年（令和3年）3月20日 - 新浜八万工区（新浜本町4丁目 - 八万町大野間、約2km）平面暫定4車線化[6]。

### 徳島南環状道路
徳島市の西部と南部を結ぶ路線である。
徳島市国府町観音寺の国道192号から鮎喰川、国道438号、徳島県文化の森総合公園などを経由し徳島市八万町大野の国道55号に至る。起点で徳島西環状道路に、終点で徳島東環状道路に接続する。延長約9.5 km。混雑の激しい徳島市中心部を通過せずに県南と県西が移動できるようになる。側道の一部が供用されており国土交通省四国地方整備局の平成17年度事業発表資料によれば全線供用は2012年春を目標としていたが遅れ、開通予定年度は未定。2015年2月28日に自動車専用道路（本線）である、上八万IC - 法花IC間（2.2 km）が開通した。

#### 概要
- 起点：徳島市国府町観音寺
- 終点：徳島市八万町大野
- 延長：9.5 km
- 規格：第1種第3級
- 車線数：完成 本線4車線、側道1車線（計2車線）

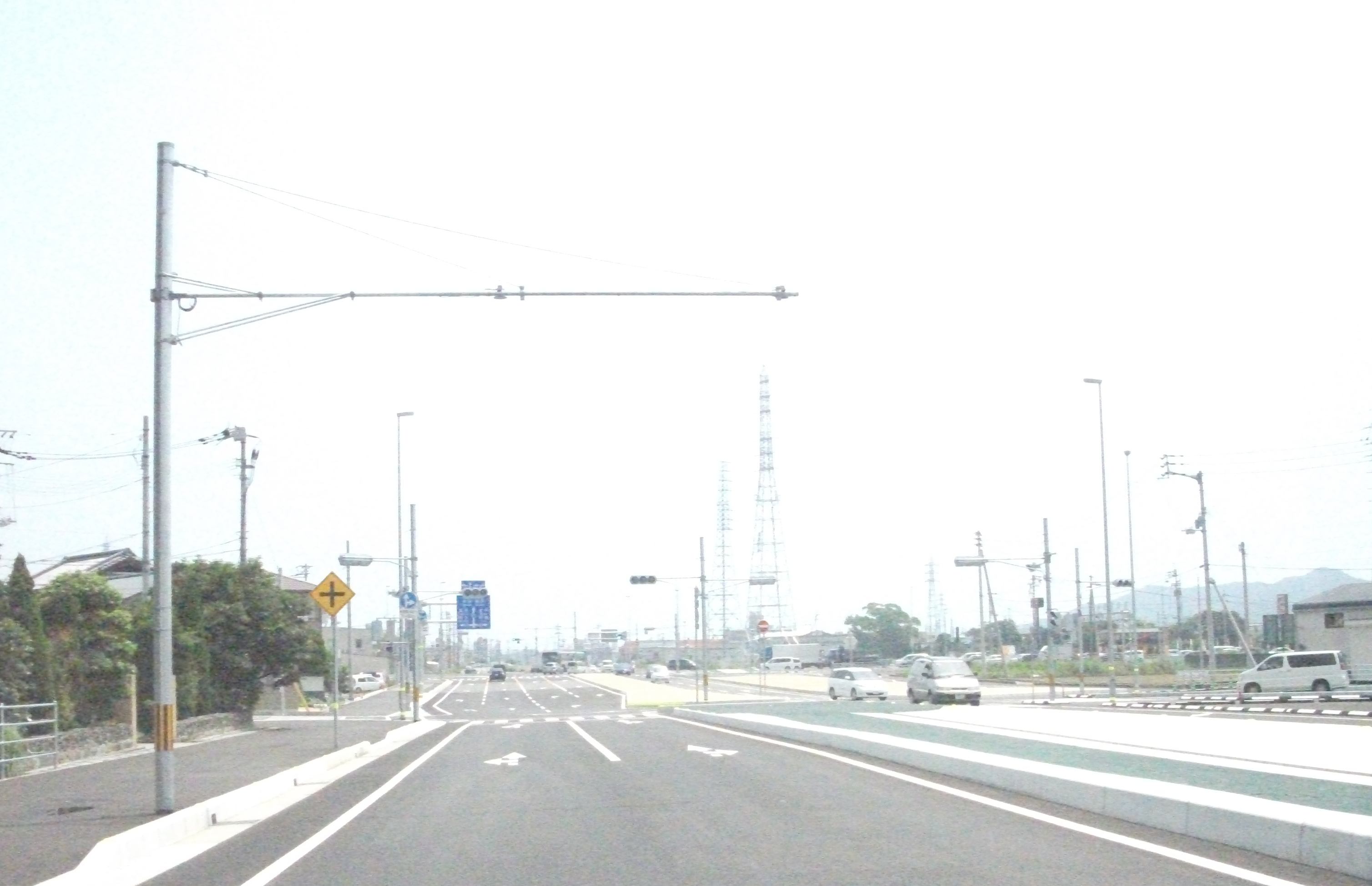
国道55号交差点付近

- 道路幅員：19.5 m
- 車線幅員：3.5 m
- 設計速度：80 km/h
- 制限速度：60 km/h

#### 歴史[8][9]
- 1985年（昭和60年）12月6日 - 都市計画決定
- 1986年（昭和61年） - 事業化
- 1989年（平成元年） - 用地着手
- 1995年（平成7年） - 工事着手
- 1999年（平成11年）8月6日側道開通（徳島市国府町矢野〜市道国府南中央線の延長0.8km）
- 1999年（平成11年）12月26日側道開通（国道192号交差点〜徳島市国府町矢野の延長1.4km）
- 2000年（平成12年）4月17日側道開通（市道国府南中央線〜県道鬼篭野国府線の延長0.4 km）
- 2004年（平成16年）3月 - 文化の森トンネル着工
- 2007年（平成19年）12月24日 - 文化の森トンネル貫通
- 2009年（平成21年）1月 - 文化の森トンネル完成
- 2012年（平成24年）7月8日 側道開通（県道宮倉徳島線〜国道55号の延長1.1km）
- 2015年（平成27年）2月28日 - 自動車専用道路（本線）開通（上八万IC〜法花ICの延長1.9km）/側道開通（法花IC〜県道宮倉線の延長0.3km）
- 2023年（令和5年）徳島市国府町観音寺〜同市八万町大野の未開通区間で、全ての用地買収を終える。

#### インターチェンジなど[10]
- IC番号欄の背景色が■である区間は既開通区間に存在する。
施設名欄の背景色が■である部分は施設が供用されていない、または完成していないことを示す。未開通区間の名称は仮称。
- 全線徳島県徳島市内に所在。
- 現在、上八万IC - 法花IC間の本線部と観音寺IC - 国府IC・法花IC - 大野IC間の側道部が供用中。

| IC 番号                 | 施設名         | 接続路線名                                        | 起点から (km) | 備考             | 所在地       | 所在地   |
| ----------------------- | -------------- | ------------------------------------------------- | ------------- | ---------------- | ------------ | -------- |
| 徳島西環状道路 藍住方面 |                |                                                   |               |                  |              |          |
|                         | (仮称)観音寺IC | 国道192号 徳島県道29号徳島環状線                  |               | 事業中           | 徳島県徳島市 | 国府町   |
|                         | (仮称)国府IC   | 側道                                              |               | 事業中           | 徳島県徳島市 | 国府町   |
|                         | (仮称)層津山IC | 徳島県道21号神山鮎喰線                            |               | 事業中           | 徳島県徳島市 | 国府町   |
|                         | 上八万IC       | 国道438号                                         |               |                  | 徳島県徳島市 | 上八万町 |
|                         | 文化の森IC     | 文化の森園内                                      |               | 大野方面出入口   | 徳島県徳島市 | 八万町   |
|                         | 法花IC         |                                                   |               | 観音寺方面出入口 | 徳島県徳島市 | 八万町   |
|                         | 大野IC         | 国道55号（徳島南バイパス） 徳島県道29号徳島環状線 |               | 事業中           | 徳島県徳島市 | 八万町   |
| 徳島東環状道路 川内方面 |                |                                                   |               |                  |              |          |

#### 主なトンネル
- 文化の森トンネル（662 m） - 工事中の仮称は法花トンネル。徳島市内初のトンネルである[11]。
- （仮称）川西・川北トンネル（約580m）
- （仮称）僧津山・川西トンネル（約855m）

### 徳島西環状道路
徳島市の西部と板野郡藍住町を結ぶ路線である。
徳島市国府町観音寺の国道192号から北進し、徳島県道30号徳島鴨島線を経由し、吉野川を越えて徳島自動車道藍住IC付近に至る。国道192号から県道30号の間は側道が通行できるものの、八万町方面につながる高架部は整備中の橋脚が点在するだけで、工事は進んでいない。そのため、事業進捗率は約26%、用地取得率は約45%にとどまっている。吉野川第十堰が可動化された場合、新堰の上に当路線を通す計画もあったが、第十堰可動化が白紙撤回されたのでその案もなくなった。さらに道の駅を設置する計画もあったが、見直しが進められている。

## 徳島市と渋滞
徳島県は国道11号、国道55号、国道192号、国道438号などがすべて徳島市中心部に集まり、県北部鳴門市方面、県南部阿南市方面、県西部三好市方面のどこの方面からどこの方面へ向かうにも一般道の主要道路は徳島市を通過する道路形状である。このため徳島市内は長年激しい渋滞が発生し中心部では四国最大の交通量を記録しており、自動車の排気ガスの二酸化窒素などによる大気汚染も問題となってきた。徳島環状道路はこれを飛躍的に緩和する効果がある。